# Quận Putnam, Indiana
Quận Putnam là một quận thuộc tiểu bang Indiana, Hoa Kỳ.
Quận này được đặt tên theo. Theo điều tra dân số của Cục điều tra dân số Hoa Kỳ năm 2000, quận có dân số 36.019 người. Quận lỵ đóng ở Greencastle6.

## Địa lý
Theo Cục điều tra dân số Hoa Kỳ, quận có diện tích 1251 km2, trong đó có 5 km2 là diện tích mặt nước.